# Nowe Czerwone Brygady

Nowe Czerwone Brygady używały flagi oryginalnych Czerwonych Brygad

Nowe Czerwony Brygady (wł. Nuove Brigate Rosse) – włoska organizacja terrorystyczna.

## Nazwa
Organizacja posługiwały się także nazwą Czerwone Brygady na rzecz Budowy Walczącej Partii Komunistycznej.

## Historia
Utworzone w 1999 roku. Odwoływały się do tradycji Czerwonych Brygad z lat 70. i 80. Pomiędzy oryginalną formacją a Nowymi Czerwonymi Brygadami nie występowała ciągłość struktur. Ponadto członkowie pierwszej generacji Czerwonych Brygad dystansowali się od działalności ich naśladowców. W 2003 roku włoska policja aresztowała przywódców Nowych Czerwonych Brygad, co doprowadziło do rozbicia organizacji.

## Najważniejsze ataki przeprowadzone przez grupę
- W maju 1999 roku formacja przyznała się do zamachu na Massimo D’Antona, pracownika ministerstwa pracy[2].
- W kwietniu 2001 roku grupa przeprowadziła zamach bombowy na budynek Instytutu Spraw Międzynarodowych w Rzymie[2].
- W maju 2002 roku terroryści zabili Marco Biagiego, pracownika ministerstwa pracy[2].

## Liczebność
Szacuje się, że organizacja nie liczyła więcej niż 30 członków.

## Ideologia
Były formacją marksistowsko-leninowską. Wśród deklarowanych celów działalności Nowych Czerwonych Brygad było między innymi wywołanie we Włoszech wojny klas oraz walka z „kontrrewolucyjnym” procesem reformy państwa, imperializmem i NATO.

## Jako organizacja terrorystyczna
Figurują na liście organizacji terrorystycznych Unii Europejskiej.